# Ӕ (кириллица)
Ӕ, ӕ — лигатура кириллических букв А и Е. 

## Осетинский язык
2-я буква алфавита. Аналогична букве латинского алфавита Æ. В практическом употреблении в осетинских текстах традиционно используется латинская буква: при идентичности начертания она поддерживается бо́льшим количеством шрифтов и есть в популярных раскладках клавиатуры.
В системах, где по какой-то причине набор Æ невозможен, используются различные суррогатные записи:
- Ае вместо Æ (чаще всего);
- А вместо Æ (при этом фонемы /а/ и /æ/ на письме не различаются, что может вызывать проблемы понимания);
- Э вместо Æ.